# Кунышева, Светлана Дмитриевна
Светла́на Дми́триевна Ку́нышева (до 1980 — Ники́шина) (20 октября 1958, Челябинск, РСФСР, СССР) — советская волейболистка, игрок сборной СССР (1979—1981), олимпийская чемпионка 1980, чемпионка Европы 1979, 8-кратная чемпионка СССР. Связующая. Заслуженный мастер спорта СССР (1980).

## Биография
Начала заниматься волейболом в Челябинске. Позже переехала в Свердловск и поступила в школу-интернат спортивного профиля. В 1977—1988 выступала за «Уралочку» (Свердловск), в составе которой 8 раз становилась чемпионкой СССР и трижды победителем розыгрышей Кубка европейских чемпионов. После 1988 играла в клубах Испании и Финляндии. В 2001—2002 игрок команды «Носта» (Новотроицк), в 2002—2003 — «Спутник» (Новосибирск).
В сборной СССР в официальных соревнованиях выступала в 1979—1981 годах. В её составе стала олимпийской чемпионкой 1980, бронзовым призёром Кубка мира 1981, чемпионкой Европы 1979.
Выпускница Свердловского государственного института народного хозяйства.

## Достижения

### Клубные
- 8-кратная чемпионка СССР — 1978—1982, 1986—1988;
  - серебряный (1977) и бронзовый (1984) призёр чемпионатов СССР;
- двукратная обладательница Кубка СССР — 1986, 1987;
- трёхкратный победитель розыгрышей Кубка европейских чемпионов — 1981, 1982, 1987;
  - серебряный призёр 1988;
- победитель розыгрыша Кубка обладателей кубков ЕКВ 1986.

### Со сборными
- Олимпийская чемпионка 1980;
- бронзовый призёр Кубка мира 1981;
- чемпионка Европы 1979;
  - серебряный призёр чемпионата Европы 1981;
- чемпионка Всемирной Универсиады 1979 в составе студенческой сборной СССР;
- серебряный призёр Спартакиады народов СССР 1979 в составе сборной РСФСР.

## Награды и звания
- Заслуженный мастер спорта СССР (1980);
- Орден «Знак Почёта» (1980);
- Медаль «За трудовую доблесть».

## Семья
- Муж — заслуженный тренер России Валерий Кунышев.
- Дочь — волейболистка Татьяна Кунышева. Выступала за «Уралочку-НТМК», «Астану» (Казахстан), «Воронеж».

## Источник
- Волейбол. Энциклопедия/Сост. В. Л. Свиридов, О. С. Чехов. — Томск: Компания «Янсон», 2001.